# Letse Socialistische Sovjetrepubliek (1918-1920)
De Letse Socialistische Sovjetrepubliek (Lets: Latvijas Sociālistiskā Padomju Republika, (LSPR), Russisch: Латвийская Социалистическая Советская Республика) was een kort bestaande socialistische republiek die bestond tijdens de Letse Onafhankelijkheidsoorlog. De republiek werd op 17 december 1918 uitgeroepen. Ze kreeg politieke, economische en militaire steun van Vladimir Lenin en de bolsjewistische regering van de Russische Socialistische Federatieve Sovjetrepubliek. 

## Geschiedenis
Het revolutionaire leger bestond uit de eenheden der Letse Schutters van het Rode Leger, die het meeste gebied van het moderne Letland veroverden. Ze dwongen de voorlopige regering van Kārlis Ulmanis terug tot een gebied om de stad Liepāja.
De regering van Pēteris Stučka voerde een aantal communistische hervormingen door, zoals een radicale van de verandering van politieke koers, weg van het mislukte bolsjewistische Iskolat-regime. Sommige hervormingen waren eerst wel populair, zoals het onteigenen van bezittingen van de bezittende klasse. De beslissing om alle landbouwgrond te nationaliseren had economische gevolgen voor de steden. De steun op het platteland voor het regime nam drastisch af. De boeren waren niet meer bereid om op de eisen van de regering in te gaan en om hun oogst waarmee ze de stedelingen van voedsel voorzagen naar de stad te brengen. Voedsel werd schaars. De bevolking van Riga en andere steden begon te sterven vanwege de voedselschaarste. De stadsbevolking nam deel aan een wijdverbreid oproer tegen het parlement. Als gevolg hiervan ging er een golf van terreur door de stedelijke gebieden  en plattelandsgebieden. De regering probeerde de contrarevolutionairen aansprakelijk te stellen voor de terreur. Een arbitrair tribunaal en de zogenaamde Flintenweiber werden ingezet om de terreur te bestrijden.
Toen de Geallieerden de regering van Ulmanis beschermde in de strijd met de Duitse Baltische Landeswehr in de lente van 1919, veroverden ze het verloren gegane gebied. De hoofdstad Riga werd op 22 mei 1919 bevrijd. De rest van het gebied van de LSPR, waaronder een deel van Letgallen in Oost-Letland, werd na de Slag bij Daugavpils herwonnen door Poolse en Letse troepen.